# Kranich (Maschine)

Bauteile: a Steigerad, c Fusgestell, d Ständer, e Welle, f Bänder, g messingne Rolle

Der Kranich ist ein hölzerner Baukran, der verwendet wurde, um schwere Lasten zu bewegen.
Der Kranich besaß ein Steigerad (Laufrad), in das eine Person kletterte, um die horizontale Welle des Rades anzutreiben. Die Welle lagerte auf einer aufgehängten Säulenkonstruktion, die an dem sich nach oben verjüngenden drehbaren Ständer befestigt war. Dem Ständer wurde durch ein abgestrebtes Fußgestell die nötige Standsicherheit verliehen. Auf dem Ständer war der Schnabel (Kranarm in Form einer einholmigen Leiter) in einem Winkel von etwa 40 Grad montiert und abgestrebt. Ein an der Welle befestigtes Band (Seil) führte über den Kranarm hinauf zu der Umlenkrolle (aus Messing), die das Seil in die Senkrechte an den anhängten Kranhaken leitete (und wieder zurück).
Wollte man den Ausleger des Kranichs schwenken, so steckte man einen Drehbaum durch das Laufrad und hebelte ihn um den Fuß in die gewünschte Position.

## Quelle
- Johann Samuel Halle: Werkstätte der heutigen Künste, oder die neue Kunsthistorie. Band Der Zimmermann. Halle 1764.